# A Christmas Carol (minissérie)
A Christmas Carol é uma minissérie britânica, baseado no livro de mesmo nome de 1843 de autoria de Charles Dickens (1812—1870). Foi ao ar no FX nos Estados Unidos em 19 de dezembro de 2019 e começou a ser exibido na BBC One no Reino Unido em 22 de dezembro de 2019 e foi concluído dois dias depois em 24 de dezembro de 2019. A série de três partes foi escrita por Steven Knight com o ator Tom Hardy e Ridley Scott entre os produtores executivos.
Os locais de filmagem incluem Rainham Hall, no leste de Londres, e Lord Leycester Hospital, em Warwick. Os membros do elenco incluem Guy Pearce, Andy Serkis , Stephen Graham, Charlotte Riley, Jason Flemyng, Vinette Robinson e Joe Alwyn.

## Premissa
Ebenezer Scrooge, um homem frio e amargo, despreza seus companheiros seres humanos, o feriado de Natal e o que ele representa. Na noite da véspera de Natal, ele é visitado pelo fantasma de seu parceiro morto Jacob Marley, que o avisa que, para que os dois sejam resgatados, Scrooge será visitado por três espíritos. Ao longo da noite, Scrooge será confrontado com visões de seu passado, presente e futuro, na esperança de que essas experiências o ajudem a se reconectar com a humanidade, especialmente a sua.
Nesta versão, Scrooge dirige uma empresa de investimento, não um agiotista.

## Elenco
- Guy Pearce como Ebenezer Scrooge
- Andy Serkis como Ghost of Christmas Past
- Stephen Graham como Jacob Marley
- Charlotte Riley como Lottie / Ghost of Christmas Present
- Joe Alwyn como Bob Cratchit
- Vinette Robinson como Mary Cratchit
- Jason Flemyng como Ghost of Christmas Yet to Come
- Kayvan Novak como Ali Baba
- Lenny Rush como Tiny Tim
- Johnny Harris como Franklin Scrooge

## Produção
Foi anunciado em novembro de 2017 que a BBC havia encomendado uma nova narrativa do conto de Dickens, com Steven Knight escrevendo a série de três partes. Knight, Tom Hardy e Ridley Scott serviriam como produtores executivos.
Em janeiro de 2019, foi relatado que Hardy também estaria estrelando a série; no entanto, o papel que ele estaria interpretando não foi divulgado (Hardy não apareceu na versão final)
Em maio, foi revelado que Guy Pearce estava interpretando Scrooge, ao lado dos elencos de Andy Serkis, Stephen Graham, Charlotte Riley, Joe Alwyn, Vinette Robinson e Kayvan Novak. Rutger Hauer, que foi originalmente escalado como Fantasma do Natal ainda por vir, ficou doente demais para filmar suas cenas e foi substituído por Jason Flemyng (Hauer morreu em 19 de julho de 2019).
Filmagem
As filmagens da série começaram em maio de 2019 no Rainham Hall, um site do National Trust construído em 1729 no bairro londrino de Havering. No início de junho, as filmagens ocorreram no Hospital Lord Leycester, em Warwick.

## Recepção
A minissérie recebeu uma recepção mista. No Rotten Tomatoes, ele tem 55% com 22 avaliações. O desempenho de Pearce recebeu muitos elogios.
Radio Times concedeu à minissérie quatro estrelas e opinou que, às vezes, o roteiro "parece mais shakespeariano do que dickensiano". Evening Standard comparou com Peaky Blinders e elogiou as performances dos atores.
A recepção das lojas americanas foi menos positiva.
The Hollywood Reporter descreveu a minissérie como "projetada para alienar o público principal tradicional da marca Dickens e provavelmente não envolverá muito a curiosidade de espectadores mais maduros". Salon chamou isso de "adaptação desanimadora" e chamou de "falta de alegria e muito, muito, muito tempo de slogging purgatorial". Collider deu a ele duas estrelas e reconheceu que a minissérie "certamente traz algo novo para a história testada e verdadeira", mas descobriu que o final "perde o significado da história e o significado maior da temporada de Natal". Nick Murphy de RogerEbert.com também deu a ele duas estrelas e descreveu vê-lo como "aproximadamente três horas sem alegria assistindo a uma adaptação tentando justificar sua ousadia". The A.V. Club atribuiu uma classificação C, observando a "implacável amargura".
Segundo o Deadline Hollywood, houve 1,4 milhão de espectadores a menos no segundo episódio da BBC One, representando uma queda de 30% em relação ao primeiro.